# غليزا 682 c
غليس 682 c هو كوكب خارج المجموعة الشمسية يقع على بعد 17 سنة ضوئية يدور في نطاق صالح للحياة حول قزم أحمر في كوكبة العقرب يحمل التسمية غليس 682 في فهرس جليزا للنجوم القريبة.
جليزا 682 c أرض هائلة بكتلة تعادل 4.4 مرة كتلة الأرض ونصف قطر يقارب نحو ~1.5 نصف قطر أرضي إذا كان كوكب صخري.اكتشف الكوكب في 4 مارس 2014 من ضمن أربعة كواكب خارج المجموعة الشمسية اكتشفها باحثون في جامعة هارتفوردشير. يدور غليس 682 c حول نجمة عند متوسط مسافة مدارية قدرها 0.176 وحدة فلكية، في مدار دائري تقريباً كل 57.3 يوم.